# Auspex International
Pour les articles homonymes, voir Auspex (homonymie).
Auspex International est une société créée à Londres en 2018, après le scandale politico-financier des données Facebook-Cambridge Analytica/AggregateIQ. Ces deux entreprises se sont brutalement déclarées en faillite, en même temps que leur maison-mère (le groupe SCL). Toutes trois venaient d'être impliquées dans le vol de données sensibles, dans la fabrication et la diffusion de fausses nouvelles, dans la production et l'utilisation d'outils d'influence ciblées d'électeurs dont la manipulation d'opinion était susceptible de significativement fausser les votes de diverses campagnes électorales. Deux de ces campagnes ont en 2016 conduit d'une part à l'élection de Donald Trump aux États-Unis et d'autre part au Brexit, via la campagne référendaire manipulée par les outils et méthodes de ces trois sociétés,,.
Mi-2018, la presse britannique relève que Auspex International, tout comme Emerdata (qui se crée au même moment, et a priori pour les mêmes raisons), reprennent les staffs, une partie du personnel et les outils et méthodes qui ont conduit au scandale précité.
Le dossier de création de l'entreprise ne renseigne pas sur la composition du Conseil d'administration, les objectifs, ni l'origine précise ou la composition des fonds de l'entreprise Auspex International. Ce dossier présente Ahmad Al Khatib (Seychellois, ancien directeur d'Emerdata Limited) comme le directeur, et apparemment seul investisseur et propriétaire d'Auspex international ; assisté de son frère, Omar Al Khatib, codirecteur,, mais le dossier mentionnait un troisième directeur initial : Alastair Harris (propriétaire de 75 % au moins des parts d'Auspex International et ancien Directeur de campagne de Cambridge Analytica, de mars à mai 2018), qui a rapidement quitté son rôle de directeur d'Auspex (le 12 septembre 2018).

## Description de la société par elle-même
Selon son site internet, cette société fait du conseil en communication axée sur les data, axée sur des campagnes politiques, sociales et de développement « visant des résultats positifs ».
L'entreprise se présente comme « un groupe multinational d'individus, dont beaucoup viennent de sociétés traitant des dynamiques de conflit d'une sorte ou d'une autre », ayant plusieurs dizaines d'années d'expérience en science des données, psychologie comportementale appliquée aux campagnes électorales, au marketing numérique et à la stratégie de communication.
Ses membres ont antérieurement travaillé pour des chefs d'État, des gouvernements, des partis politiques et des mouvements sociaux, des agences régionales et nationales de promotion du tourisme et des investisseurs. Auspex dit utiliser « une variété de méthodes d'intelligence artificielle et de science des données », pour notamment faire de la Communication ciblées (« conçue pour diffuser les messages les plus convaincants devant les bons publics de la manière la plus rentable »).

## Sémantique
Le mot Auspex peut évoquer les concepts d'Auspices et d'Augures de la civilisation latine. Il semble ici évoquer les capacités d'une intelligence artificielle prédictrice et capable d'influencer le futur (électoral notamment).

## Histoire

### Risques de confusion
- une compagnie anglaise a autrefois été dénommée « Auspex limited » (Private limited Company n° SC194138), créée le 9 mars 1999 à Londres et close le 18 mai 2012.

- Une autre compagnie anglaise (Private limited Company) a autrefois porté le nom d'Auspex (basée à Baylis House Office 22, Stoke Poges Lane, Slough, SL1 3PB), créée à Londres le 15 septembre 2008 et dissoute près de 10 ans plus tard, le 16 mai 2017. Elle avait 3 types d'activités déclarées : Assurances vie (65110), assurances autres qu'assurances vie (65120) et activités de consultant dans des domaines non-financiers (70229). Remarque : cette entreprise avait d'abord porté le nom d'Accosting Business solutions LTD (du 15 septembre 2008 au 21 juin 2013).

- une compagnie (dormante), Auspex systems limited a été créée en 2016 à Londres, basée dans le Devon, codirigée par deux consultants informatiques « Développeurs de logiciels commerciaux et domestiques » (Duncan Edward BATES, anglais né en avril 1960 et Philip Peter WHEELER, anglais né en juillet 1964), a priori sans rapport avec Auspex International Ltd.

- une autre société, encore existante, est Auspex LTD (Private limited Company no 11418833). Elle a été créée à Londres le 18 juin 2018 (un peu plus d'une semaine après a création d'Auspex International), sous l'intitulé « 82990 - Other business support service activities not elsewhere classified ». Toujours existante (vérification début avril 2021), elle est depuis sa création co-présidée par Gary Mulqueen (anglais, né en octobre 1962) et Robin Nash (anglais, né en avril 1963), basés dans le village de Kington Langley dans le Wiltshire[9].

### Auspex International Ltd.
La compagnie aujourd'hui dénommée Auspex International Ltd. a été créée le 7 juin 2018, par d'anciens membres et collaborateurs de Cambridge Analytica (au moins sept personnes, outre Ahmad Al-Khatib et Mark Turnbull). Cette création a lieu alors que Cambridge Analytica, son entreprise-sœur canadienne (AggregateIQ) et leur société mère (SCL) se sont toutes subitement déclarées en faillite dans le cadre du scandale qui a notamment conduit à l'élection de Donald Trump et au vote du Brexit, via l'utilisation abusive d'une plate forme d'intelligence artificielle (Ripon) produisant des messages micro-ciblés de propagande électorale, propagande élaborée à partir de profils psychologiques individuels illégalement construits en partie à partie de données personnelles volées, notamment par Aleksandr Kogan dans 87 millions de comptes Facebook (scandale des données Facebook-Cambridge Analytica/AggregateIQ. L'outil Ripon, au cœur de la Brexit Connection, est resté secret durant quelques années, mais a révélé au grand public par le lanceur d'alerte canadien Christopher Wylie. Puis des traces logicielles importantes en ont été retrouvées sur le Net (sur Gitlab plus précisément) par un « chasseur de violation de données » (Chris Vickery, directeur de la section Cyber Risk Research du cabinet de conseil en cybersécurité « UpGuard ». Il n'a été utilisé que pour artificiellement favoriser le camp des pro-Brexit.
Selon la BBC, l'entreprise devait, dans un premier temps, commencer par opérer dans le domaine de l'analyse du big data, et travailler en Afrique et au Moyen-Orient.
Remarque : d'autres entreprises (Emerdata en particulier) ont été fondées par des personnes anciennement affiliées à Cambridge Analytica ou à des entreprises proches.

### Réception par les médias
- En 2018, le 11 juillet, le Financial Times annonce que les anciens de Cambridge Analytica (auteur du vol de données privées sur des dizaines de 87 millions de comptes Facebook rappelle le journal)[14] sont en train de créer une nouvelle société qui utilisera les mêmes outils pour les mêmes objectifs (mais « sans les brevets ni d'autres propriétés intellectuelles appartenant à Cambridge Analytica »), et qui sera probablement présidée par Mark Turnbull (ancien responsable des affaires politiques de Cambridge analytica pour les pays situées hors des États-Unis et du Royaume-Uni, et pris dans un documentaire en flagrant délit de vanter les liens de Cambridge Analytica avec les officines et agences de renseignement)[15],[16]. Le Financial Times relève que l'annonce de création d'Auspex a été faite « juste un jour après que le régulateur britannique des données ait entamé une procédure pénale contre SCL Elections, filiale du groupe SCL et société mère de Cambridge Analytica(...) », ajoutant que si ces méthodes suscitent la controverse, elles sont encore considérées comme utiles « par les entreprises et les gouvernements ».

Cette information reprise le lendemain (12 juillet) par la BBC (« Cambridge Analytica staff set up new firm ») qui ajoute que cette fois les consultants en géopolitique de l'entreprise travailleront sur des bases éthiques. Le 2 aout, le magazine Forbes évoque une start-up qui renait des cendres de Cambridge Analytica
- En 2019 (28 mars), le Daily Telegraph évoque à son tour le souhait d'Auspex d'utiliser les outils du XXIe siècle, mais « pour aboutir à des changements sociaux positifs »[18], et le 2 mai, dans le journal Data Economy un article évoque « les leçons apprises de l'affaire Cambridge Analytica », avant que le 23 mai 2019 The independant donne longuement la parole à Mark Turnbull pour défendre (en tant qu'ancien directeur de CA pour les opérations hors USA et R-U) « en dépit d'aspects terrifiants » le big data comme étant selon lui le meilleur moyen de créer des histoires pour nous unir et embracer la technologie digitale de partage de l'information[19].

## Statut juridique, gouvernance
Auspex International se déclare au registre du commerce britannique comme « Private limited Company » sous le numéro de catégorie (SIC) 63990 et sous la désignation floue : Other information service activities not elsewhere classified. Les bureaux du siège déclaré sont situés au Dsc Metropolitan Ltd, 1 The Courtyard, Chalvington, England, BN27 3TD.
Et selon ce même registre, le premier directeur de cette « compagnie » a été Alastair Harris,  entrepreneur anglais, né en mai 1970, qui ne dirigera Auspex International que du 7 juin 2018 au 12 September 2018, remplacé le jour même dans cette fonction par deux co-directeurs (encore en place en avril 2021) : 
1. Ahmad Al Khatib : entrepreneur, citoyen des Seychelles, né en septembre 1988, avec comme adresse de correspondance la ville de Chalvington, embauché à ce poste de directeur le 12 September 2018[4] ; Ahmad Al Khatib est aussi directeur de VISION ESOP LTD (no 11526758) depuis la création de cette entreprise à londrès le 20 aout 2018, après avoir été durant quelques mois directeur d'Emerdata du 23 janvier 2018 au 7 mai 2018[20] (EMERDATA LIMITED, no 10911848 ; autre compagnie formée par des anciens du groupe SCL, de Cambridge Analytica et/ou AggregateIQ)
2. Omar Al Khatib, également citoyen des Seychelles, né en juin 1992, avec comme adresse de correspondance la ville de Chalvington, embauché comme directeur le 19 juin 2018[4].

Couverture de risque : en juillet 2020, les deux directeurs ont sécurisé leur compagnie en la liant par « débenture » à la Barclays Bank UK PLC via sa filiale Barclays Security Trustee Limited (Security Trustee) (une « débenture » est l'équivalent d'une obligation, mais n'offrant aucun bien en garantie, avec donc une moindre couverture pour l'acheteur du titre en cas de défaut de paiement).

## Filiales
Auspex international, créé en juin 2018 incluerait Visio Esop et Questionardo Ltd.

## Propriétaires
Les parts de l'entreprise étaient détenues (en juin 2019) par Vision Holdco Limited (800 parts) et par Vision Esop Limited (200 parts). 

## Employés
Les employés déclarés en étaient 
- Catalina Bodrug (chercheuse et analyste de données depuis aout 2018 chez Auspex International, et anciennement « coordinatrice de projets » chez Cambridge Analytica de mai 2017 à août 2018, et ancienne stagiaire, durant deux mois, du groupe SCL)[23],[24],
- James Hillier (Senior Campaign Manager selon LinkedIn)[6]
- Iona Daisy (Senior Project Manager selon LinkedIn)[6].

## Allégations d'éthique et de déontologie
AUSPEX affirme « ouvrir la voie à la définition d'un nouveau code de bonnes pratiques pour les campagnes politiques ». Selon son site internet, l'entreprise semble vouloir se démarquer de SCL, Cambridge Analytica et AggregateIQ en s'engageant, par écrit, à respecter cinq valeurs :
1. ne travailler que pour des gouvernements, des candidats politiques et des organisations légitimes ;
2. soutenir des projets visant un changement social positif ;
3. respecter les lois et réglementations électorales locales (ceci incluant la confidentialité et la protection des données, la loi électorale, les mesures anti-corruption et l'utilisation légitime des techniques de campagne) ;
4. résister proactivement aux activités non éthiques visant à saper le processus électoral, à induire délibérément en erreur l'électorat ou à restreindre un discours politique ouvert et honnête ;
5. s'opposer à la diffusion de fausses nouvelles et de contenus non-attribués ;

En outre, Auspex dit formellement reconnaitre le règlement général sur la protection des données, en le considérant comme le « plus strictes au monde - donnant aux gens le droit de savoir comment leurs données sont collectées, utilisées et stockées. Nous soutenons pleinement le RGPD et étendons ces garanties à tous les pays et clients pour lesquels nous travaillons dans le monde entier. En outre, nous pensons que les campagnes politiques devraient fonctionner selon des normes encore plus élevées de transparence et de responsabilité - que les gens ont le droit de savoir d'où viennent les publicités politiques et qui les paie. En bref, la meilleure défense contre les fausses nouvelles est une population bien informée ».

### Crédibilité de ces déclarations?
Les définitions de ces concepts mis en avant ci-dessus, notamment de légitimité ou de changement social positif ne sont pas précisées sur le site de l'entreprise ni dans ses documents de déclaration, pas plus que les moyens mis en œuvre pour respecter ces engagements.
En mai 2019, Mark Turnbull, Directeur du management au sein d'Auspex International, interrogé par The Independent affirme qu'Auspex peut « prendre part à la conversation où qu'elle se déroule, en ligne et hors ligne. Nous concevons et mettons en œuvre la combinaison d'éléments de programme la plus puissante et la plus rentable — de la publicité, des relations publiques et de l'engagement numérique à la sensibilisation de la communauté, aux rassemblements et aux tournées de présentation — pour générer une dynamique imparable ». Il reconnait qu'il existe une montée récente et préoccupante du populisme, dont il dit qu'elle a souvent été imputée aux effets de « chambres d'écho » créées par les médias sociaux où au sein de leur bulle de filtres communautaire, les individus se nourrissant mutuellement d'une colère contagieuse et croissante. Selon lui « des preuves statistiques récentes suggèrent que lorsque les groupes en ligne atteignent un seuil de conversation élevé et ont des nombres inversement faibles, leur niveau de colère commence à augmenter parallèlement à la vitesse à laquelle ils recyclent les mêmes idées et rejettent de nouvelles opinions. Ce sont de réelles menaces pour l'unité et la stabilité et elles ne peuvent être ignorées. Les algorithmes et le ciblage des médias sociaux sont souvent accusés des boucles de rétroaction qui entretiennent ces groupes, mais la boîte de Pandore est ouverte et les acteurs qui cherchent à répandre des mensonges et à promouvoir la haine ne disparaîtront pas d'eux-mêmes » affirme Turnbull. Il affirme qu'une communication moderne (basée sur les données) peut favoriser la transparence et la responsabilité dans la société civile, et réduire les conflits, de lutter contre l'extrémisme violent et d'aider à construire des sociétés plus résilientes. Cependant avec ces mêmes outils et acteurs, c'est plutôt l'inverse qui a été observé, selon OpenDemocracy et d'autres observateurs comme Carole Cadwalladr ayant analysé sur plusieurs années le scandale dit de « Cambridge Analytica » (mais en réalité bien plus large) : le profilage psychométrique a notamment utilisé la peur des immigrants et la rancœur contre les fonctionnaires, les taxes, les réglementations environnementales pour exciter la colère et les messages de haine eurosceptique ou pro-Trump, en exacerbant les conflits, bien plus qu'en les résolvant. 
Juste après l'annonce de la création d'Auspex International, Le Financial Times rappelait aussi que Mark Turnbull :
- a été durant 8 ans stratège en Afrique (Afrique du Sud), au Moyen-Orient (Irak) et en Asie du Sud pendant huit ans pour le compte de l'officine de relations publiques Bell Pottinger, fermée en 2017, elle aussi pour cause de scandale, « après avoir été accusé d'avoir attisé les tensions raciales en Afrique du Sud »[25],[16];
- a déclaré à un journaliste (infiltré) dans un documentaire de Channel 4 : « nous ne sommes pas dans le secteur du piégeage, donc nous ne le ferions pas… envoyer une jolie fille séduire un politicien » ; mais dans ce même reportage, il a été filmé à côté d’Alexander Nix, l’ancien directeur général de Cambridge Analytica, affirmant que la société pouvait aider les clients à calomnier leurs opposants en offrant des pots-de-vin et des femmes attirantes (ce qui lui a valu sept ans d'interdiction d'exercer une fonction de direction au Royaume-Uni[16].

Le lendemain Wendy Siegelman (12 juillet 2018) précisait que :
- le reportage montre aussi Turnbull expliquant à des clients potentiels comment Cambridge Analytica pouvait obtenir du matériel dommageable sur leurs adversaires, puis le diffuser discrètement sur les médias sociaux et sur Internet : « Nous mettons simplement des informations dans la circulation sanguine d'Internet, puis, puis nous les regardons grandir, nous les poussons un peu de temps en temps… comme avec une télécommande. Cela doit se faire sans que personne pense, « c'est de la propagande », car au moment où vous pensez « c'est de la propagande », la question suivante est : « qui a mis ça ? » »[25] ;
- selon le communiqué de presse « C'est l’intégrité de Turnbull, ainsi que ses solides antécédents en matière de conseil stratégique et de campagne, qui ont convaincu Al-Khatib de le nommer » directeur général d'Auspex International[25].